# 478
478 (CDLXXVIII) var ett normalår som började en söndag i den julianska kalendern.

## Händelser

### Okänt datum
- Verina, den östromerske kejsaren Zeno Isaurierns svärmor, försöker döda den isauriske generalen Illus för att han har vänt sig mot Basiliskos, hennes bror. Upproret leds av hennes svärson Marcianus och den ostrogotiske krigsherren Theoderik Strabo, men Illus bevisar återigen sin lojalitet mot Zeno genom att slå ner upproret.
- De första Shintohelgedomarna byggs i Japan.
- Den kinesiska Sungdynastin tar slut.
- Kinesiska omnämner en promemoria, som har skickats av "Kungen av Japan" (möjligen kejsare Yuryaku), som beskriver sig själv som "Högste befälhavare för militära enheter i Japan och Korea" för den norra Weidynastins hov. Den kinesiske kejsaren svarar genom att bekräfta att den japanske härskaren innehar dessa titlar. Detta är det första datumet i japansk historia, som går att verifiera.

## Födda
- Narses, bysantinsk general.

## Avlidna
- Ailill Molt, storkonung av Irland.